# John Lloyd Ackrill
John Lloyd Ackrill FBA (Reading, 30 dicembre 1921 – 30 novembre 2007) è stato un filologo classico inglese, specializzato in filosofia dell'antica Grecia, in particolare la filosofia di Platone e Aristotele.
Ackrill è stato, insieme a Gregory Vlastos e G. E. L. Owen, uno dei più importanti studiosi di filosofia greca del mondo anglofono nella seconda metà del XX secolo.

## Biografia
Ackrill nacque a Reading, nel Berkshire, dove frequentò la Reading School. Ha insegnato Literae Humaniores al St John's College di Oxford. Ackrill è stato visiting scholar presso l'Institute for Advanced Study nel 1950-51 e di nuovo nel 1961-62. Al momento della sua morte era professore emerito di storia della filosofia e membro del Brasenose College di Oxford.

## Opere principali

### Libri
- Essays on Plato and Aristotle (1997)
- Aristotle the Philosopher (1981)
- Aristotle's Ethics (1983)

### Traduzioni e commentari
- Aristotle, A New Aristotle Reader (1988)
- Aristotle, Categories and De Interpretatione (1963)